# Coupe d'Europe des clubs (kayak-polo) 2010
Navigation
Édition précédente Édition suivante
La Coupe d'Europe des clubs 2010 s'est déroulée, du 18 au 19 septembre 2010 à Essen, en Allemagne.

## Tableau des médailles
| Catégorie     | Médaille d'or       | Médaille d'argent  | Médaille de bronze                               |
| ------------- | ------------------- | ------------------ | ------------------------------------------------ |
| Sénior Hommes | Deventer Canoe Club | KCNW Berlin        | Base de loisirs de canoë-kayak de Condé-sur-Vire |
| Sénior Femmes | CN Posillipo        | Friends of Allonby | KCNW Berlin                                      |

## Participants

### Séniors Hommes
| Classement | Pays        | Club                                             |
| ---------- | ----------- | ------------------------------------------------ |
| 1re        | Pays-Bas    | Deventer Canoe Club                              |
| 2e         | Allemagne   | KCNW Berlin                                      |
| 3e         | France      | Base de loisirs de canoë-kayak de Condé-sur-Vire |
| 4e         | France      | Canoë-Kayak Club Agenais                         |
| 5e         | Allemagne   | Meidericher KC                                   |
| 6e         | Royaume-Uni | Viking A                                         |

### Séniors Femmes
| Classement | Pays        | Club                           |
| ---------- | ----------- | ------------------------------ |
| 1re        | Italie      | CN Posillipo                   |
| 2e         | Royaume-Uni | Friends of Allonby             |
| 3e         | Allemagne   | KCNW Berlin                    |
| 4e         | France      | Canoë-Kayak Club de Saint Omer |
| 5e         | Pays-Bas    | KV Keistad                     |
| 6e         | Allemagne   | Göttinger PC                   |